# 1797 au théâtre
| Années du théâtre : 1794 - 1795 - 1796 - 1797 - 1798 - 1799 - 1800    |
| Décennies du théâtre : 1760 - 1770 - 1780 - 1790 - 1800 - 1810 - 1820 |

## Pièces de théâtre publiées
- Thyeste, drame d’Ugo Foscolo.

## Pièces de théâtre représentées
- 24 avril : Agamemnon, tragédie de Népomucène Lemercier, Paris, Théâtre de la République
- 5 mai : La Mère coupable, de Beaumarchais,.
- Céphise, ou L’Erreur de l’esprit, comédie en deux actes et en prose au théâtre Feydeau, avec Mademoiselle Lange dans le rôle-titre.

## Décès
- 26 janvier : Jean-Baptiste Guignard dit Clairval, comédien, chanteur et librettiste français, mort le 7 novembre 1735.
- 17 mai : Michel-Jean Sedaine, dramaturge français, né le 2 juin 1719.
- 11 juillet : Charles Macklin, acteur et auteur dramatique britannique, né le 26 septembre 1699.
- 27 octobre : Magdelaine-Marie Des Garcins, dite Louise Desgarcins, actrice française, sociétaire de la Comédie-Française, né le 23 mai 1769.